# Megachoriolaus yucatanus
Megachoriolaus yucatanus is een keversoort uit de familie van de boktorren (Cerambycidae). De wetenschappelijke naam van de soort werd voor het eerst geldig gepubliceerd in 2000 door Giesbert & Wappes.